# 天満屋八丁堀ビル
天満屋八丁堀ビル（てんまやはっちょうぼりビル）は広島県広島市中区にある天満屋の商業ビル。2012年6月22日以降『ヤマダデンキ LABI広島』（ヤマダデンキ ラビひろしま）が核テナントになっている。以前は百貨店の天満屋八丁堀店（てんまやはっちょうぼりてん）だった。
立地は、西は中央通りを挟んで福屋八丁堀本店が隣接、東は広島三越・胡子神社・東劇ビルと隣接している。また広島パルコも近くにある。天満屋八丁堀ビル・広島三越・胡子神社・東劇ビルは非常時用の避難通路として屋上がつながっている。こうした構造は全国的にも珍しい。

## 歴史

### 天満屋八丁堀店
百貨店最終期で、売場面積 21,959m2、地上11階・地下1階だった。
1949年（昭和24年）に広島中央百貨店（ひろしまちゅうおうひゃっかてん）として開店。1954年（昭和29年）に、福屋等の周辺デパートとの競争により経営不振になり、天満屋が出資して天満屋の関連会社の広島天満屋（ひろしまてんまや）に改組した（開業日は天満屋系列に吸収された1954年6月24日になっている）。翌年、改築工事を行い、中四国初のエスカレーターや店舗前の歩道にアーケードを設けるなど話題となった。そのときの建物を、改修などをして2019年現在でも利用している。その後、1956年（昭和31年）に天満屋本体に吸収合併され、天満屋広島店になった。以前は屋上部に遊園地も設けられていた。
1972年（昭和47年）5月より増築工事が行われ、翌1973年（昭和48年）1月16日より以前からある建物を休店して、当初は2階、翌2月には1階、さらに3階に移して仮設売場として営業を継続。3月より全館を休館して工事が行われ、3月29日には三越広島店の開店を前にして、増改築が完成して現在に至っている。改装完成当時は8階にサテライトスタジオが設けられ、広島テレビ放送の「サテスタ8&8」などの公開番組が制作された。また、1974年（昭和49年）4月には、当時の広島では珍しかったファーストフードのロッテリアがえびす通り商店街側に設けられた。建物のコーナー部の壁には大時計が設けられ2000年代まで残っていた。
1975年（昭和50年）6月1日に7階・8階・9階のショールーム部分を売り場に変更することで、約15,800m2から約20,000m2に店舗拡大を行った。同日に広島そごう・福屋八丁堀本店・三越広島店も店舗拡大を行っており、同月21日にはハイライフプラザ第一産業本店（現・エディオン広島本店 本館）が開店している。
2010年（平成22年）10月9日には7階・8階部に渋谷店に続き2号店となる『MARUZEN & ジュンク堂書店』広島店がオープンした。丸善は以前、本通りに出店していたが、2002年に撤退していた。天満屋への出店により、丸善は広島への再進出を果たした。また、ジュンク堂書店は広島への出店がエールエールA館（福屋広島駅前店）以来で、2店舗目となった。
広島市内中心部の紙屋町・八丁堀地区に立地する店舗としては福屋八丁堀本店に次いで古い百貨店であった。
屋上は2002年のビアガーデン営業を最後に現在も閉鎖中である。

### 百貨店の営業終了
2011年（平成23年）9月10日の日本経済新聞に、翌年2月の閉店およびヤマダ電機（現：ヤマダホールディングス）への賃貸交渉をしているとする記事が掲載された。また、翌日の中国新聞にも、自社売り場の縮小および専門店への売り場を賃貸する記事が掲載された。9月11日時点の中国新聞の取材では、天満屋の担当者は閉店については否定していた。
同年9月30日に、天満屋より当店の地下1階から6階について天満屋直営の運営を2012年3月上旬に取りやめることと、取りやめ後の複合商業施設転換（貸しビル化）することを発表。また、従業員に関しては希望に応じて近隣店舗への転勤。7階以上の『MARUZEN & ジュンク堂書店』、画廊、レストラン街については引き続き営業予定としている。報道機関によって、『複合商業ビル転換』（山陽新聞）と『閉店。貸しビル化へ』（中国新聞）と表現は分かれているが、内容については一致している。中国新聞の報道では空きスペースになるフロアにヤマダ電機の入店を報道している。また、天満屋全体の売上減少額の多くを八丁堀店が占め、不採算店を支えることが出来なくなった事も理由として報じている。さらに、山陽新聞の報道では、営業終了後の建物の名称を『天満屋八丁堀ビル』にすると報じている。
2012年3月4日に、直営部分の地下1階から6階が閉店し、百貨店としての58年（前身の『広島中央百貨店』を含めると63年）の歴史に幕を下ろした。

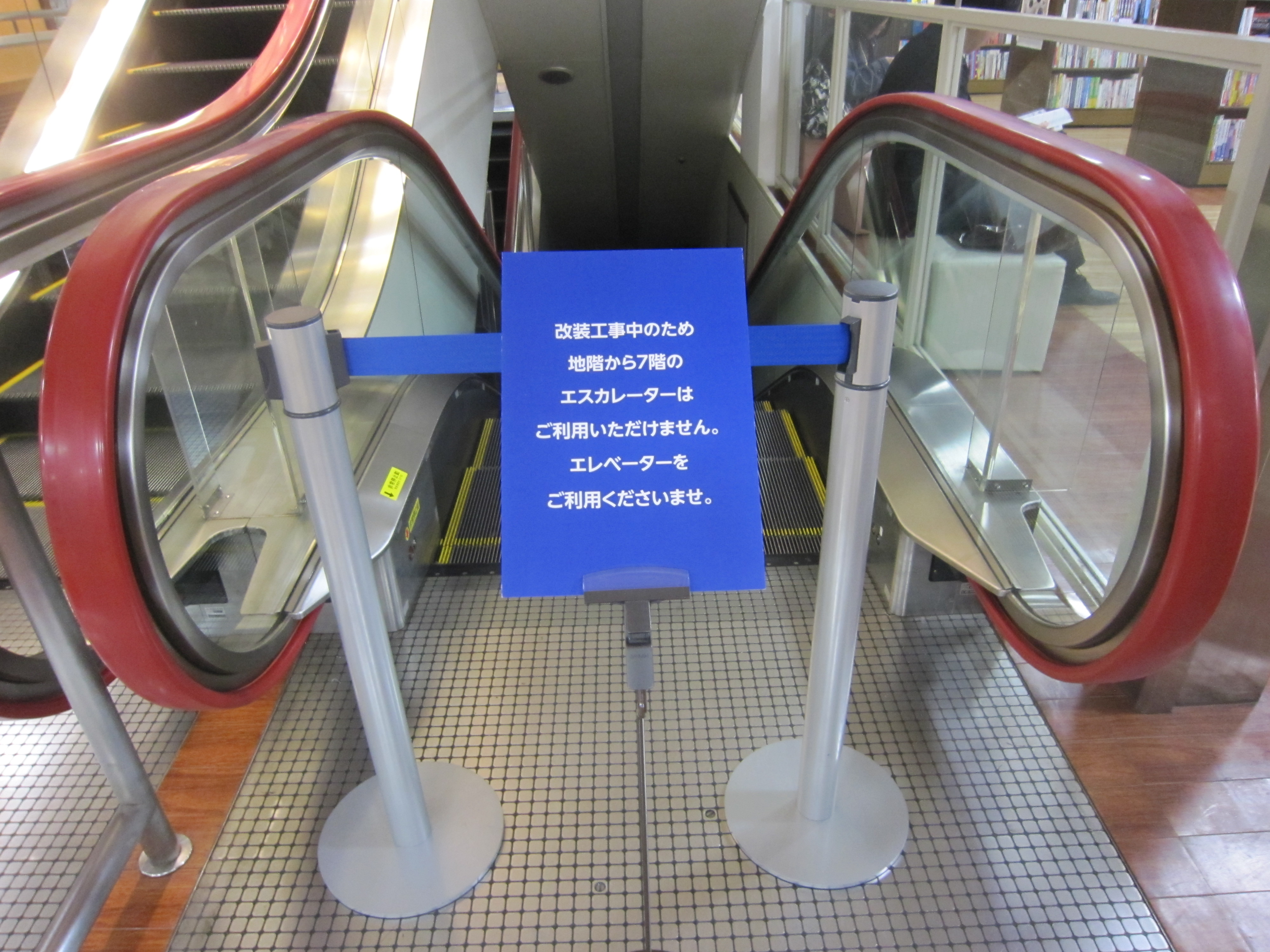
百貨店閉店以降、地下1階 - 6階は改装工事中。
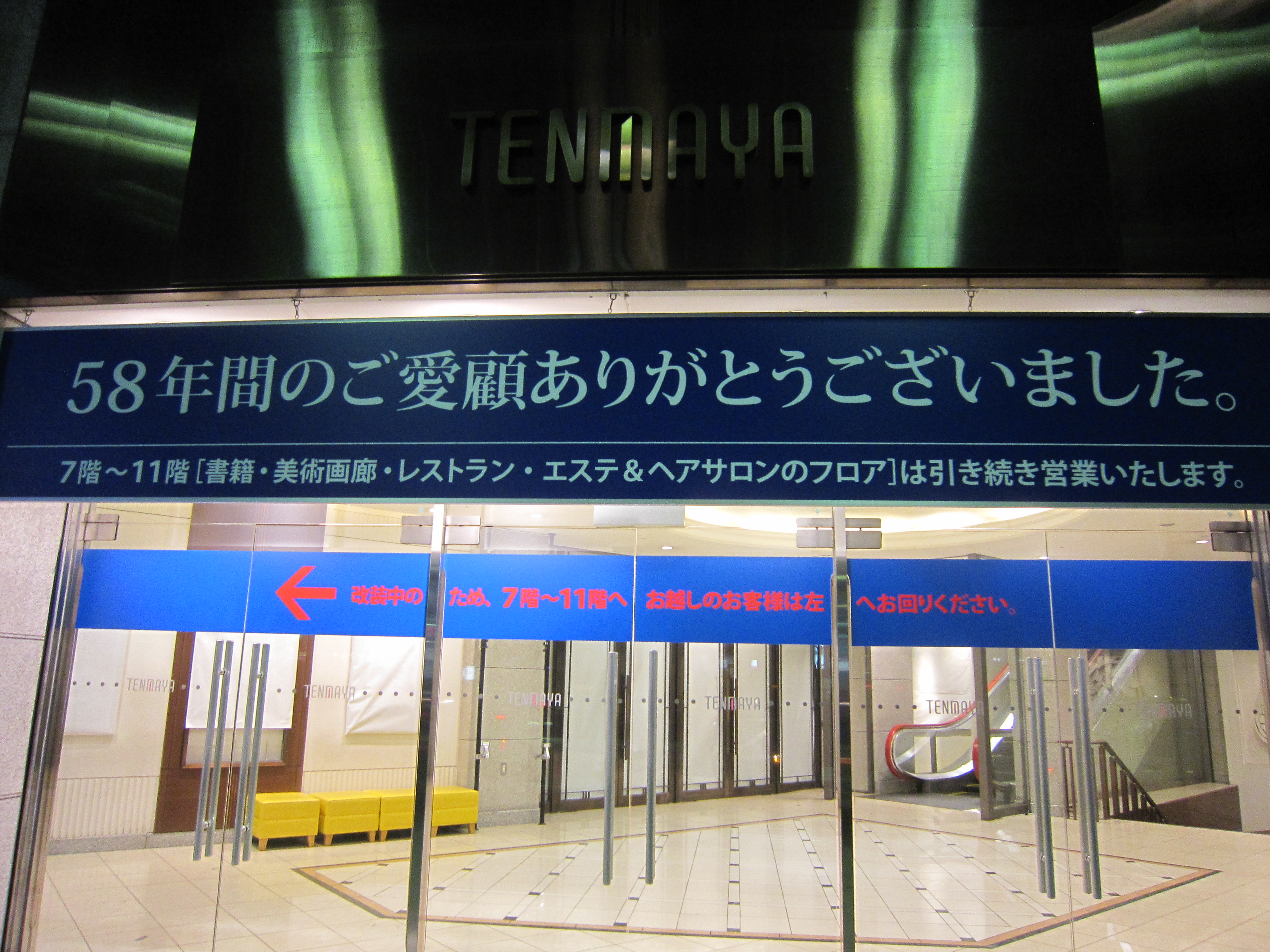
百貨店閉店以降の正面玄関の様子。感謝の言葉が掲げられている。閉店セレモニーはここで行われた。

### 複合商業ビルへ転換
先行して専門店化した、7階以上のテナント（『MARUZEN & ジュンク堂書店』・レストラン街・エステクリニック・ヘアサロンなど）に関しては2012年3月4日の百貨店閉店後も引き続き営業。7階にある『天満屋広島八丁堀美術画廊』の横に『天満屋お客様受付カウンター』が設置され、閉店後のアフターケアを行っている。
2012年6月8日、1階から5階までを「LABI広島」として同月22日に開業すると、ヤマダ電機より正式発表された。6月22日に予定通り開業した。同日にデオデオ本店新館（現・エディオン広島本店新館）もオープンしている。
同年9月14日には、6階にユニクロが出店した。また7・8階の書店はジュンク堂が撤退し、現在は丸善の単独店舗となっている。
2017年2月3日に公表された広島県の耐震性能調査において、震度6強以上で「倒壊または崩壊する危険性が高い」とされ、2021年秋以降に解体する計画がある。2021年8月1日に契約満了を理由に6階のユニクロが閉店し、一時新型コロナウイルスワクチンの大規模接種会場に転用されたが、2024年現在は同フロアもヤマダ電機の売場として利用されており、丸善、及び丸善7Fにて営業するタリーズコーヒーを含めた3テナントが営業継続中。

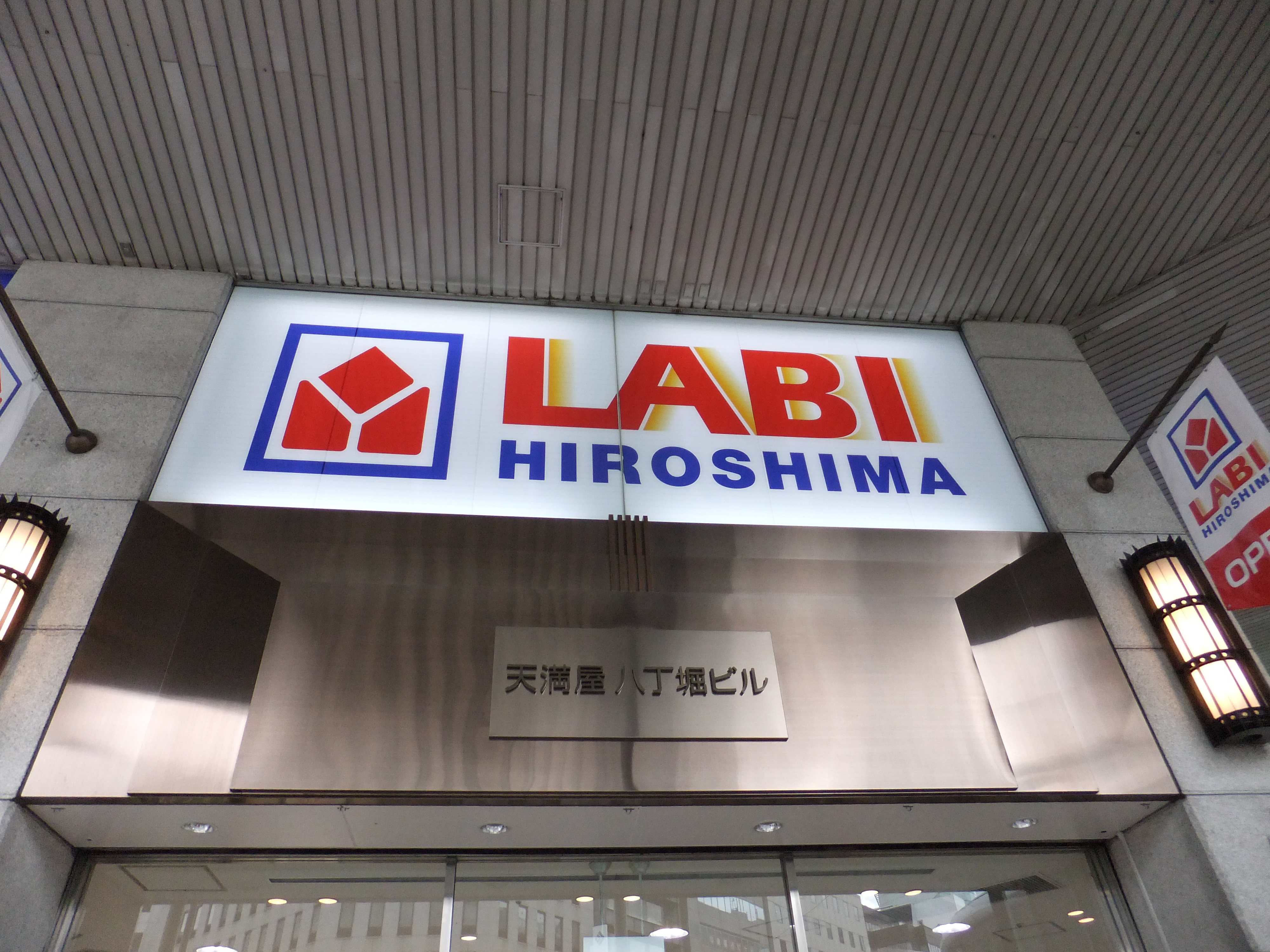
正面。ビル名称が「天満屋八丁堀ビル」であることが確認できる
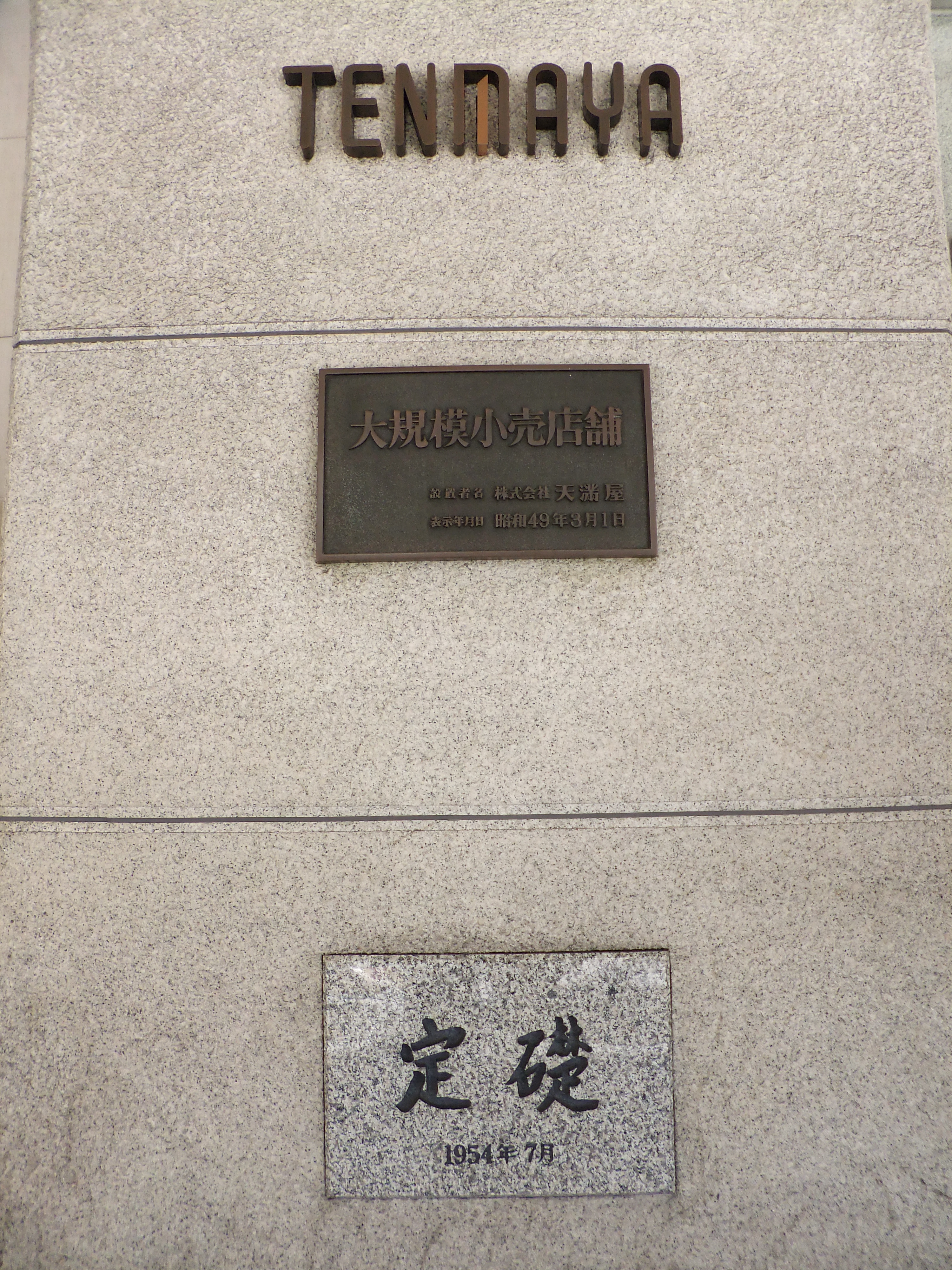
建物の定礎は1954年になっている
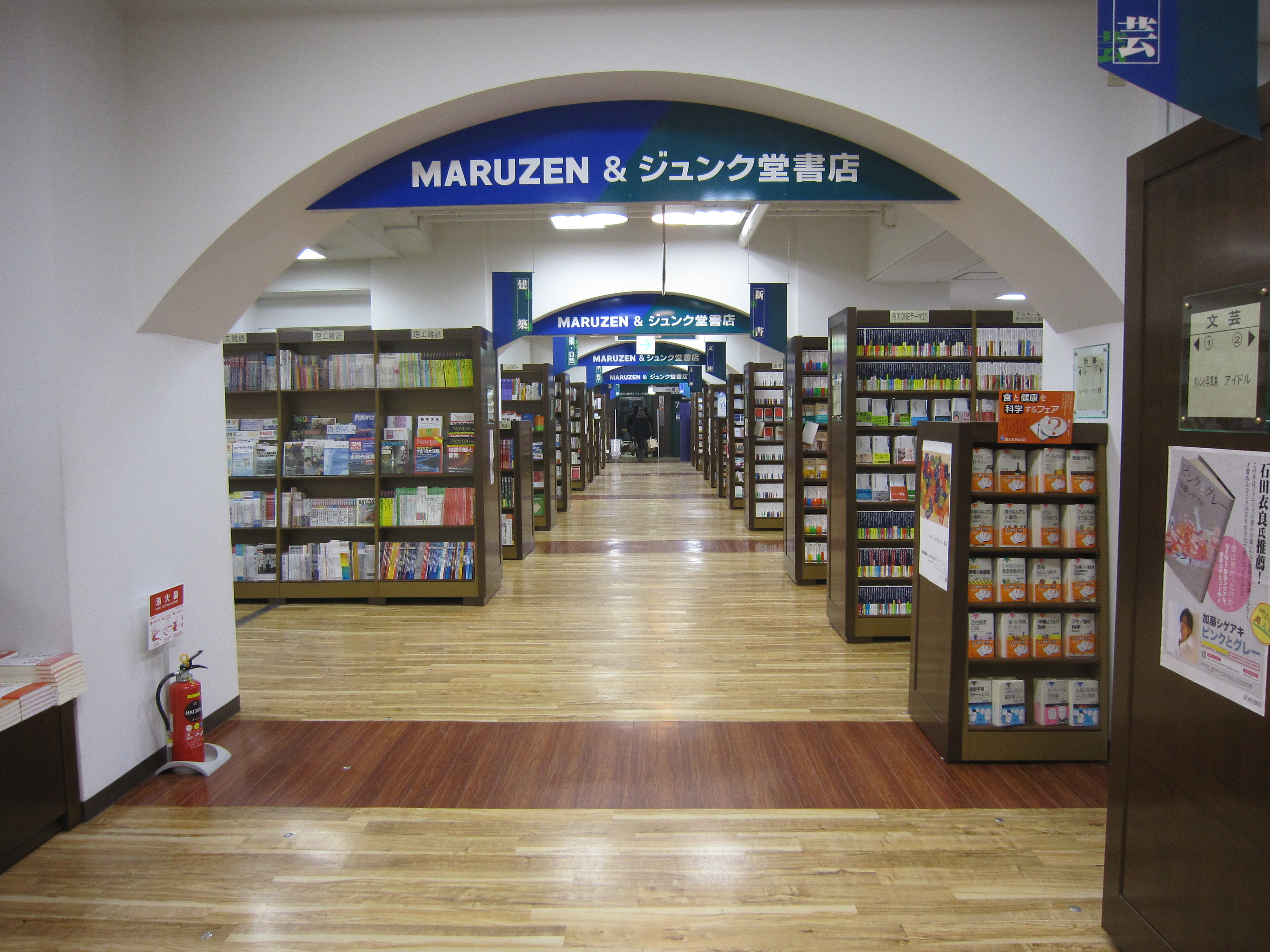
7階・8階にあるMARUZEN & ジュンク堂広島店。

## フロア構成
百貨店閉店時（2012年3月4日まで）
- 屋上階 - 閉鎖（以前はビアガーデンがあった）
- 11階 - エステクリニック ヘアサロン
- 10階 - レストラン街
- 9階 - レストラン街
- 7・8階 - MARUZEN & ジュンク堂書店
- 6階 - 紳士服 紳士用品 雑貨
- 5階 - 紳士服 眼鏡 時計 宝石
- 4階 - 婦人服 婦人肌着
- 3階 - 婦人服
- 2階 - 婦人服 婦人靴 婦人雑貨
- 1階 - ブティック 化粧品 ジュエリー アクセサリー
- B1階 - 食料品

商業ビル転換後
- 屋上階 - 閉鎖
- 11階 - 閉鎖中（旧｜エステサロン・ヘアサロン）
- 9-10階 - 閉鎖中（旧｜レストラン街）
- 7-8階 - MARUZEN 広島店
- 6階 -ヤマダデンキLABI広島店（旧｜新型コロナワクチン大規模接種会場←ユニクロ広島八丁堀店）
- 1-5階 - ヤマダデンキLABI広島店
- B1階 - 関係者以外立入禁止

## アクセス
- 広島電鉄
  - 広島電鉄本線 - 八丁堀電停・胡町電停
  - 広島電鉄白島線 - 八丁堀電停
- 広島バス・広電バス・広島交通
  - 八丁堀バス停留所

## 参考書籍
- 建築画報（建築画報社） 1973年6月号